# The Heart of Justice
Pour plus de détails, voir Fiche technique et Distribution.
The Heart of Justice (« Le Cœur de la justice ») est un téléfilm américain réalisé par Bruno Barreto et diffusé en 1992,. C'est la dernière apparition à l'écran de Vincent Price avant sa mort en 1993.
L'histoire tourne autour de l'enquête d'un journaliste sur le meurtre de sang froid d'un célèbre écrivain par un homme sujet à des troubles psychiatriques et de son environnement familial huppé, en particulier de sa sœur Emma Burgess (Jennifer Connelly), belle et mystérieuse.

## Synopsis
Austin Blair (Dennis Hopper), un célèbre écrivain de romans de mauvais goût, est abattu de sang froid et à bout portant à la sortie d'un restaurant de New York. Le tueur se suicide immédiatement après en se tirant dans la bouche. 45 minutes plus tard, la nouvelle arrive dans un journal de la ville dont le patron (Harris Yulin) charge son employé David Leader (Eric Stoltz) de mener l'enquête. Grâce à ses contacts dans la police, celui-ci obtient le nom du tueur, Elliot Burgess (Dermot Mulroney). Il tente de contacter sa mère au téléphone mais celle-ci refuse tout commentaire. Arrivé au domicile bourgeois de la famille Burgess, il découvre que de nombreux autres journalistes campent déjà devant la porte et rebrousse chemin, non sans avoir aperçu à la fenêtre une belle jeune femme le guettant.
Plus tard, il interpelle cette même jeune femme à la sortie de la maison qui se trouve être Emma Burgess (Jennifer Connelly), la sœur du tueur, mais elle aussi refuse tout commentaire. Il interroge la cuisinière de la famille à propos d'Elliot et apprend qu'il s'emportait souvent contre son père au sujet de sa sœur lorsqu'elle était l'objet de critiques. Il suit Emma dans la rue mais se fait très vite repéré. Celle-ci est excédée par l'effervescence autour du crime de son frère et David lui dit que c'est le mystère autour des motivations de celui-ci qui intéresse le public et que la meilleure façon d'en terminer avec toute cette histoire est de résoudre les zones d'ombres et le public passera à autre chose. Elle refuse néanmoins toujours de faire des commentaires mais accepte la carte de visite de David avec ses coordonnées.
À son journal, avec son patron déçu de la non-avancée de son enquête, il suppose qu'il s'agit d'une vengeance, un concept qu'il qualifie comme étant au « cœur de la justice ». Interrogeant une amie de la famille, il apprend qu'Elliot était un garçon très renfermé et très protecteur envers sa sœur et que celle-ci avait la réputation de manipuler les hommes. Il la retrouve dans un musée où elle travaille comme guide une fois par semaine, un poste obtenu grâce à l'influence de ses parents, et déjeune avec elle. Il apprend que celle-ci considérait son frère comme quelqu'un de brillant mais perturbé et elle finit par écourter le repas. Il demande à un de ses collègues de lui lire le dernier roman d'Austin Blair qui parle d'une femme nommée Muriel faisant partie d'une riche famille conservatrice mais dont elle est le mouton noir pour son mode de vie exubérant. Elle couche même avec son frère. Son collègue lui remet également une cassette audio déposée au journal pour une femme.
Sur la cassette, Elliot déclare avoir découvert un « complot » visant à discréditer sa famille, qu'il a lu le dernier livre d'Austin Blair et a vu ses réelles intentions. Qu'il ignore comment celui-ci a fait pour les espionner, mais a finalement utilisé leurs vies pour ses propres fins et que cela ne restera pas sans réponse. David reçoit plus tard deux autres cassettes, toujours déposées à son journal. Elliot y affirme avoir présenté des preuves à sa sœur en notant les apparitions d'Austin Blair dans des émissions littéraires qui dit que son métier consiste à observer les gens et à se servir de leurs vies personnelles, tout en déclarant « Je connais ces gens. Je connais leur monde. Je connais leurs sales petits secrets ». Elliot est ensuite devenu persuadé d'être suivi par des détectives privés et tente de contacter Austin Blair pour qu'il s'excuse, tout en allant dégrader un de ses livres dans une librairie. Il essaie également de se plaindre de l'écrivain auprès du maire de New York mais ne rencontre qu'un assistant qui considère sa réaction comme excessive. Toujours sur la cassette, Elliot raconte avoir un soir aperçu Austin Blair avec une jeune femme à une fenêtre en face de chez lui et qu'ils s'amusaient à ses dépens. Sur une nouvelle cassette déposée au journal, Elliot raconte être devenu obsédé par Austin Blair et avoir suivi le conseil de sa sœur inquiète pour lui d'aller parler de cela à un psychologue mais il n'y va qu'à un seul rendez-vous. Il déclare un jour à sa sœur être amoureux d'elle et acquiert une arme dans une armurerie, ce qui lui procure une sensation de toute puissante. Il se rend également au journal de David pour présenter une histoire « qui n'est pas encore arrivée » mais se fait débouter.
David se rend ensuite au restaurant où Austin Blair a mangé avant d'être assassiné et rencontre Reggie Shaw (Vincent Price) avec qui il partageait son repas et apprend qu'il recevait des lettres et des appels anonymes mais sans plus de détails. Dans ses cassettes, Elliot déclare avoir décidé de s'occuper de l'écrivain et guette la sortie du restaurant de son club, la main sur son arme. Ses parents apprennent néanmoins qu'il ne va pas voir le psychologue qu'il prétendait voir régulièrement et l'envoient vers un nouveau médecin qui lui prescrit des médicaments mais qu'Elliot jette dans les toilettes. Pendant un repas de famille, il s'emporte du fait que sa sœur aille rencontrer une amie qu'il accuse d'être bisexuelle. Il se rend la nuit au luxueux immeuble où réside Austin Blair mais est débouté par le gardien. Sa sœur découvre un jour qu'il possède une arme et, effrayée, lui demande de ne jamais s'en servir.
David retrouve Emma et lui déclare que ce que croyait Elliot à propos d'Austin Blair était vrai... Que c'est elle qui lui avait dit tout ce dont il avait besoin pour son livre et qu'elle couchait sans doute aussi avec lui. Le registre du club huppé où la famille Burgess se rend indique en effet qu'elle s'y trouvait au même moment qu'Austin Blair. Elle retrouve David un soir dans la rue et dit être inquiète que ses révélations dans son journal ruine la réputation de sa famille. Elle le séduit facilement et ils finissent la nuit chez lui. Le lendemain, il déclare à son patron que son enquête est terminée et qu'il s'agit simplement d'un acte de paranoïa qui s'est transformé en folie, sans citer le rôle d'Emma, tandis qu'elle a convaincu son père d'abandonner les poursuites judiciaires contre le journal.
David démissionne de son travail et détruit tous les éléments de son enquête. À la demande d'Emma, il organise un départ lointain avec elle, cependant, à l'aéroport, il découvre qu'elle n'a pas réservé sa place sur le vol et qu'elle est injoignable. Elle l'a manipulé pour sauver la réputation de sa famille.

## Distribution
- Eric Stoltz : David Leader
- Jennifer Connelly : Emma Burgess
- Dermot Mulroney : Elliot Burgess
- Dennis Hopper : Austin Blair
- Harris Yulin : Keneally
- Paul Teschke : Alex
- Vincent Price : Reggie Shaw
- William H. Macy : Booth
- Bradford Dillman : Mr Burgess
- Joanna Miles : Mme Burgess
- Katherine LaNasa : Hannah
- Keith Reddin : Simon